# Qualificazioni ai Giochi della XXV Olimpiade (CAF)
Di seguito sono elencati gli incontri con relativo risultato della zona africana (CAF) per le qualificazioni a Barcellona 1992.

## Formula
La formula prevedeva quattro turni ad eliminazione diretta.
Al primo turno partecipavano 16 squadre che vennero divise in 8 spareggi A/R, le vincenti degli spareggi passavo il turno.
Al secondo turno partecipavano 24 squadre (8 di queste erano le squadre che avevano passato il primo turno), esse vennero divise in 2 gruppi. All'interno dei due gruppi, le squadre, vennero sorteggiate a due a due in modo che tra loro disputassero spareggi A/R. Le vincitrici degli spareggi accedevano al terzo turno.
Al terzo turno partecipavano le 12 squadre che avevano passato il secondo turno, esse vennero in 2 due gruppi. All'interno dei due gruppi, le squadre, vennero sorteggiate a due a due in modo che tra loro disputassero spareggi A/R. Le vincitrici degli spareggi accedevano al quarto turno.
Al quarto turno partecipavano le 6 squadre che avevano passato il terzo turno, esse vennero divise in 3 spareggi A/R
In caso di pareggio, il passago del turno era affidato alla regola dei gol fuori casa; questo era valido per tutti i turni.
Le tre squadre che vinsero al quarto turno si qualificarono alle Olimpiadi.

## Risultati

### Primo turno
Burkina Faso, Gambia, Libia, Mali e Rep. del Congo si ritirarono prima di giocare i loro rispettivi incontri.
|  | Mauritius | 1 – 0 | Somalia |  |

|  | Somalia | 2 – 1 | Mauritius |  |

|  | Mozambico | 0 – 0 | eSwatini |  |

|  | eSwatini | 0 – 1 | Mozambico |  |

|  | Botswana | 0 – 0 | Gabon |  |

|  | Gabon | 2 – 1 | Botswana |  |

|  | Etiopia | – | Libia |  |

|  | Libia | – | Etiopia |  |

|  | Burkina Faso | – | Senegal |  |

|  | Senegal | – | Burkina Faso |  |

|  | Mali | – | Sierra Leone |  |

|  | Sierra Leone | – | Mali |  |

|  | Gambia | – | Mauritania |  |

|  | Mauritania | – | Gambia |  |

|  | Rep. del Congo | – | Togo |  |

|  | Togo | – | Rep. del Congo |  |

Passano il turno Etiopia (ritiro della Libia), Gabon (2-1), Mauritania (ritiro del Gambia), Mauritius (2-2, passa il turno per la regola dei gol fuori casa), Mozambico (1-0), Senegal (ritiro del Burkina Faso), Sierra Leone (ritiro del Mali), Togo (ritiro del Rep. del Congo).

### Secondo turno

#### Gruppo 1
Angola ed Etiopia si ritirarono prima di giocare i loro rispettivi incontri; Gabon e Zambia vennero squalificate.
|  | Sudan | 1 – 2 | Egitto |  |

|  | Egitto | 2 – 0 | Sudan |  |

|  | Mozambico | 0 – 1 | Uganda |  |

|  | Uganda | 3 – 1 | Mozambico |  |

|  | Mauritius | – | Zambia |  |

|  | Zambia | – | Mauritius |  |

|  | Etiopia | – | Malawi |  |

|  | Malawi | – | Etiopia |  |

|  | Gabon | – | Camerun |  |

|  | Camerun | – | Gabon |  |

|  | Angola | – | Costa d'Avorio |  |

|  | Costa d'Avorio | – | Angola |  |

Passano il turno Camerun (squalifica del Gabon), Costa d'Avorio (ritiro dell'Angola), Egitto (4-1), Malawi (ritiro dell'Etiopia), Mauritius (squalifica dello Zambia) ed Uganda (4-1).

#### Gruppo 2
Liberia e Zaire si ritirarono prima di giocare i loro rispettivi incontri, la Guinea fu sospesa.
|  | Tunisia | 3 – 1 | Senegal |  |

|  | Senegal | 1 – 0 | Tunisia |  |

|  | Algeria | 0 – 0 | Sierra Leone |  |

|  | Sierra Leone | 1 – 0 | Algeria |  |

|  | Marocco | 6 – 0 | Mauritania |  |

|  | Mauritania | 0 – 0 | Marocco |  |

|  | Liberia | – | Togo |  |

|  | Togo | – | Liberia |  |

|  | Ghana | – | Guinea |  |

|  | Guinea | – | Ghana |  |

|  | Zaire | – | Zimbabwe |  |

|  | Zimbabwe | – | Zaire |  |

Passano il turno Ghana (sospensione della Guinea), Marocco (6-0), Sierra Leone (1-0), Togo (ritiro della Liberia), Tunisia (3-2) e Zimbabwe (ritiro della Zaire).

### Terzo turno

#### Gruppo 1
La Costa d'Avorio si ritirò prima di giocare i suoi rispettivi incontri.
|  | Egitto | 3 – 1 | Malawi |  |

|  | Malawi | 0 – 0 | Egitto |  |

|  | Uganda | 1 – 2 | Camerun |  |

|  | Camerun | 2 – 0 | Uganda |  |

|  | Mauritius | – | Costa d'Avorio |  |

|  | Costa d'Avorio | – | Mauritius |  |

Passano il turno Camerun (4-1), Egitto (3-1) e Mauritius (ritiro della Costa d'Avorio).

#### Gruppo 2
Il Togo si ritirò prima di giocare i suoi rispettivi incontri.
|  | Tunisia | 3 – 1 | Zimbabwe |  |

|  | Zimbabwe | 5 – 2 | Tunisia |  |

|  | Ghana | 2 – 1 | Sierra Leone |  |

|  | Sierra Leone | 3 – 2 | Ghana |  |

|  | Togo | – | Marocco |  |

|  | Marocco | – | Togo |  |

Passano il turno Ghana (4-4, passa il turno per la regola dei gol fuori casa), Marocco (ritiro del Togo) e Zimbabwe (6-5).

### Quarto turno
|  | Camerun | 0 – 0 | Marocco |  |

|  | Marocco | 2 – 0 | Camerun |  |

|  | Ghana | 6 – 0 | Mauritius |  |

|  | Mauritius | 1 – 4 | Ghana |  |

|  | Egitto | 3 – 0 | Zimbabwe |  |

|  | Zimbabwe | 1 – 1 | Egitto |  |

Si qualificano alle Olimpiadi Egitto (4-1), Ghana (10-1) e Marocco (2-0).